# Borut Petrič
Borut Petrič (Kranj, 28. prosinca 1961.), slovenski plivač. Plivanjem se bavio od mladosti. Već kao omladinac ostvario je uspjehe. Bio je najmlađi sudionik Olimpijskih igara[Kojih?] u povijesti Slovenije i SFRJ (14 godina i 325 dana). Sudjelovao ukupno na tri uzastopne OI. Osvajač europskih medalja i dugogodišnji slovenski rekorder. Njegovih pet kadetskih rekorda iz 1977. godine do danas nisu srušeni. 1981. godine list Sport dodijelio mu je nagradu Zlatnu značku za najboljeg športaša Jugoslavije. I u izboru Sportskih novosti također je proglašen za športaša godine u Jugoslaviji.
Peterostruki je slovenski športaš godine (1976., 1977., 1978., 1981. i 1983.) i s Bojanom Križajem ima najviše priznanja najboljeg slovenskog športaša godine. 
Brat Damjan Petrič također je bio uspješan plivač.
Istaknuti rezultati u plivačkoj karijeri:
- 1975. treći na europskom juniorskom prvenstvu - 1500 m slobodno
- 1976. europski juniorski prvak - 1500 m slobodno, europski doprvak na 400 m slobodno i 200 m delfin, sudjelovao na OI
- 1977. treći na europskom prvenstvu - 1500 m slobodno
- 1978. svjetski doprvak - 1500 m slobodno
- 1979. prvak na Mediteranskim igrama - 400 m slobodno
- 1980. peti na OI u Moskvi - 1500 m slobodno
- 1981. europski prvak - 400 m slobodno, doprvak - 1500 m slobodno
- 1982. peti na svjetskom prvenstvu - 400 m slobodno
- 1983. europski doprvak - 400 m slobodno, 1500 m slobodno
- 1983. prvak na Mediteranskim igrama - 200 m slobodno
- 1984. sudionik OI

Rezultatom 3:51,63 je bio apsolutni slovenski rekorder na 400 m slobodno sve do 25. ožujka 2007. godine. Još uvijek drži pet rekorda Slovenije iz 1977. godine za kadete.
Trenirao PK Jug iz Dubrovnika, Tanju Šmid i PK Fužinar Ravne.

## Vanjske poveznice
- CONOR.SI